# Переводы Корана на казахский язык

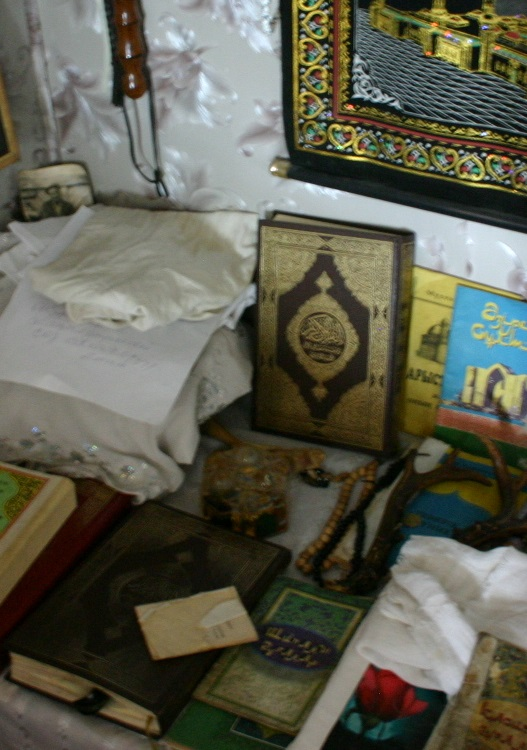
Несколько экземпляров Корана в переводе Халифы Алтая

Переводы Корана на казахский язык — переводы оригинального текста Корана на литературном арабском языке (или его переводов на другие языки) на казахский язык, который распространён в Казахстане (государственный язык) и среди казахских общин и диаспор за рубежом. Хоть ислам распространён среди казахов сравнительно давно, первые известные попытки перевода священной книги мусульман на казахский язык стали предприниматься лишь в начале XX века. На сегодняшний день имеются несколько вариантов перевода Корана, самым распространённым из них является перевод Халифы Алтая (тираж: 800 тыс. экземпляров).

## Ранние переводы
В «Казахской советской энциклопедии» утверждалось (Т. 7, статья «Құран»), что в 1912 году татарский философ-богослов Муса Бигеев выполнил перевод Корана на казахский язык, но перевод так и не был издан. Как потом отметил Халифа Алтай в предисловии к своему переводу смыслов Корана на казахский язык, этот труд Бигеева был на татарском языке и хранится в Уфе. Но и по сей день перевод Бигеева продолжают считать первым переводом на казахский язык.
В начале XX века некий М. С. Иманкулов издал арабский текст Корана с вольным переводом на казахский язык.
Следующей попыткой перевода стал труд Акыта Карымсакова (1886—1940), который до этого публиковал свои переводы исторических трудов на казахский язык в Казани и Санкт-Петербурге. Однако его так и не изданный перевод был утерян вместе с его рукописями во время репрессий 1939 года в Восточном Туркестане (СУАР).
Частичный перевод Корана (три первых джуза) был выполнен известным мусульманским деятелем, казием казахстанского Казията Садуакасом Гылмани в 1960—1970 годы. Перевод не издавался и был распространён в виде рукописи.

## Современные переводы
Самый распространённый казахский перевод Корана был выполнен Халифой Алтаем (1917—2003), который до обретения независимости Казахстаном долгое время жил в Турции. Первый вариант перевода был написан на основе арабской графики и был издан в Стамбуле в 1989 году. Окончательная версия перевода на основе кириллицы, выполненная совместно с Далелханом Жаналтаем, была издана в 1991 году в Саудовской Аравии в издательстве имени Короля Фахда в городе Медина тиражом 800 тысяч экземпляров.
В 1990 году сыновья Акыта Карымсакова Газиз Акытулы (род. 1924) и Макаш Акытулы (1931—2003) выполнили перевод Корана на казахский язык, который был издан в Издательстве народной литературы (Пекин) на основе арабской графики.
В 1991 году перевод Корана на казахский язык был выполнен тогдашним Верховным муфтием Казахстана Ратбеком Нысанбаевым и литератором Уахапом Кыдырхановым и издан в 1991 году в издательстве «Жазушы» в Алма-Ате.
В том же году были изданы перевод Корана на казахский за авторством Нуралы Усерова (Москва, издательство «Радуга») и Ж. М. Истаева (Алма-Ата, Москва).
В 2002 году в Алма-Ате был издан перевод Корана за авторством Уахапа Кыдырханова, который является улучшенным и исправленным вариантом ранее опубликованного перевода в соавторстве с муфтием Нысанбаевым. В 2006 году проповедник и член ДУМК Абсаттар Сманов (1966—2016) перевёл на казахский язык с узбекского языка перевод Корана (узб. «Қурон Карим узбекча изохли таржума»; Ташкент, 1992) богослова Алауддина Мансура. В том же 2006 году начал издаваться перевод и комментарии к Корану старшего научного сотрудника Южно-Казахстанского государственного университета Зарипбая Оразбая в 8 томах.
В 2009 году в Таразе был издан полный перевод Корана Токтасына Дуйсенби без всяких комментариев к нему. В 2010 году в Малайзии была издана книга «The Holy Qur’an with Kazak and English Translations» с переводом Корана на английский (Hafiz Ghulam Sarwar, 1873—1954) и казахский (Абсаттар Сманов) языки.
Помимо перевода полного текста, в разные годы были изданы переводы и комментарии к различным частям Корана. В 2006 году коллектив авторов из «Международного благотворительного фонда Халифы Алтая» (Ж. Адай, Д. Абуманап, А. Ахмет, Д. Мубар, Ы. Палторе) перевёл на казахский язык последнюю 30-ю часть (джуз) Корана с комментариями Абдуррахмана ас-Саади. В 2008 году Абдуссамад Махат перевёл первую суру Корана «аль-Фатиху» и комментарии к ней (Алма-Ата, издательство «Шапагат-Нур»). В 2010 году в Шымкенте Усен Шойбек издал перевод с русского языка последней части Корана и комментариев к нему.

## Список
| Автор(ы) перевода                     | Название                                                          | Год первого издания | Место            |
| ------------------------------------- | ----------------------------------------------------------------- | ------------------- | ---------------- |
| Халифа Алтай                          | Құран Кəрим. Қазақша мағына жəне түсінігі                         | 1989                | Стамбул          |
| Газиз Акытулы, Макаш Акытулы          | Құран Кәрімнiң қазақша аудармасы                                  | 1990                | Пекин            |
| Ратбек Нысанбаев, Уахап Кыдырханов    | Құран Кәрім                                                       | 1991                | Алма-Ата         |
| Нуралы Усеров                         | Құран Кəрімнің қазақша мағына жəне түсінігі                       | 1991                | Москва           |
| Ж. М. Истаев                          | Куран. Перевод                                                    | 1991                | Алма-Ата, Москва |
| Уахап Кыдырханов                      | Құран Кəрімнің қазақша мағына жəне түсінігі                       | 2002                | Алма-Ата         |
| Алауддин Мансур, пер. Абсаттар Сманов | Құрани Кəрім                                                      | 2006                | Алма-Ата, Бишкек |
| Зарипбай Жуманович Оразбай            | Құран Кәрім және оның мағыналарының қазақша аудармасы мен тәпсірі | 2006—?              | Шымкент          |
| Токтасын Ермашулы Дуйсенби            | Қасиетті Құран мағынасы                                           | 2009                | Тараз            |